# Richtlinie 2006/115/EG (Vermiet- und Verleih-Richtlinie)
Die Richtlinie 2006/115/EG, bekannt als Vermiet- und Verleih-Richtlinie ersetzt die Richtlinie 92/100/EWG zur Harmonisierung der Regelungen für das Vermieten und Verleihen urheberrechtlich geschützter Werke und von durch verwandter Schutzrechte geschützten Gegenständen in der Europäischen Union. Die erste Vermiet- und Verleihrichtlinie wurde am 19. November 1992 vom Rat der Europäischen Gemeinschaft (damals noch Europäische Wirtschaftsgemeinschaft EWG) beschlossen. Später wurde die Richtlinie 92/100/EWG durch die Richtlinie 2006/115/EG vom 12. Dezember 2006, in Kraft getreten am 16. Januar 2007, ersetzt.

## Zweck der Regelungen
Die vereinheitlichten Regelungen sollten generell dem Abbau von Handelshemmnissen und Wettbewerbsverzerrungen innerhalb des europäischen Binnenmarktes dienen. Konkret sollten das Urheber- und Leistungsschutzrecht in den Mitgliedsstaaten an den technischen Fortschritt bei der Nutzung geschützter Werke angepasst und die Rechteinhaber vor Piraterie schützen. Urheber und ausübende Künstler sollten durch ein einheitliches Schutzniveau wirtschaftlich abgesichert werden. Zugleich sollten die oftmals risikoreichen Investitionen der Tonträger- und Filmhersteller vor Ausbeutung geschützt werden. Dahinter stand einerseits der Gedanke, kulturelle oder kreative Leistungen zu fördern, andererseits die Erkenntnis, dass es sich bei den Leistungen der Urheber, ausübenden Künstler und der übrigen Kreativwirtschaft um Dienstleistungen im Sinne des EG-Vertrags handelte, für die ein „gemeinschaftsweit harmonisierter rechtlicher Rahmen“ unabdingbar geworden war.

## Aufbau der Richtlinie 2006/115/EG
- KAPITEL I (VERMIET- UND VERLEIHRECHT)
  - Artikel 1 (Regelungszweck)
  - Artikel 2 (Begriffsbestimmungen)
  - Artikel 3 (Rechtsinhaber und Gegenstand des Vermiet- und Verleihrechts)
  - Artikel 4 (Vermietung von Computerprogrammen)
  - Artikel 5 (Unverzichtbares Recht auf angemessene Vergütung)
  - Artikel 6 (Ausnahme vom ausschließlichen öffentlichen Verleihrecht)
- KAPITEL II (DEM URHEBERRECHT VERWANDTE SCHUTZRECHTE)
  - Artikel 7 (Aufzeichnungsrecht)
  - Artikel 8 (Öffentliche Sendung und Wiedergabe)
  - Artikel 9 (Verbreitungsrecht)
  - Artikel 10 (Beschränkung der Rechte)
- KAPITEL III (GEMEINSAME VORSCHRIFTEN)
  - Artikel 11 (Zeitliche Anwendbarkeit)
  - Artikel 12 (Beziehung zwischen Urheberrecht und verwandten Schutzrechten)
  - Artikel 13 (Mitteilung)
  - Artikel 14 (Aufhebung)
  - Artikel 15 (Inkrafttreten)
  - Artikel 16 (Adressaten)
- ANHANG I
  - TEIL A (Aufgehobene Richtlinie mit ihren nachfolgenden Änderungen)
  - TEIL B (Fristen für die Umsetzung in innerstaatliches Recht)
- ANHANG II (ENTSPRECHUNGSTABELLE)